# Antonio Banfi
Pour les articles homonymes, voir Banfi (homonymie).
Antonio Banfi, né le 30 septembre 1886 à Vimercate et mort le 22 juillet 1957 à Milan, est un philosophe et marxiste italien, connu pour avoir introduit la phénoménologie en Italie.

## Biographie
Banfi passe sa jeunesse à Mantoue, où son père est recteur de l'Institut technique. De 1904 à 1908, il étudie la littérature à l'Université de Milan, puis part étudier à l'Université Friedrich Wilhelm de Berlin grâce à une bourse. En 1911, il retourne en Italie pour occuper un poste d'enseignant.
En 1922, il publie son premier ouvrage, La filosofia e la vita spirituale et surtout, en 1926, son important ouvrage théorique, I principi di una teoria della ragione (Principes d'une théorie de la raison).
Il 1925, il signe le Manifeste des intellectuels antifascistes, rédigé par Benedetto Croce. En 1930, il rencontre Edmund Husserl à Chiavari et, en 1932, il obtient une chaire d'histoire de la philosophie à l'université de Milan. Il y a notamment pour étudiant Enzo Paci. En 1942, il entre en contact avec le Parti communiste italien, interdit sous Mussolini et entre dans la Résistance italienne.
Les événements de la Seconde Guerre mondiale conduisent Banfi à se tourner de plus en plus vers le marxisme. Il y voit une pensée capable de résoudre le conflit « entre idéologie et philosophie, entre pratique et théorie, entre engagement concret et raison ».
Après la Seconde Guerre mondiale, il est élu comme sénateur communiste en 1948, puis réélu en 1957.
À Reggio d'Émilie, un institut qui porte son nom, l' Istituto Banfi, esté créé, qui abrite la bibliothèque et le domaine de Banfi et supervise la publication de son édition posthume d'œuvres.

## Œuvres
- La filosofia e la vita spirituale (1922)
- Principi di una teoria della ragione (1926)
- Nietzsche (1934)
- La vita dell’ arte (1947)
- L’uomo copernicano (1950)
- La ricerca della realtà (1959)
- Saggi sul marxismo (1960)
- Filosofi contemporanei (1961)
- Filosofia dell’ arte (1962)
- Vita di G. Galilei (1962)[3].